# Gary Wallis
Gary Wallis (nascido em 10 de junho de 1964 em Westminster, Londres) é um baterista e percussionista britânico, conhecido por ser o percussionista do Pink Floyd na era pós-Waters, podendo ser visto em álbuns como Delicate sound of thunder e Pulse, além de ter gravado dois álbuns de estúdio do Pink Floyd em 1987 e 1994. O músico também já trabalhou com Mike & the Mechanics, Nik Kershaw, Power Station e Jean-Michel Jarre.  
Entre 2002 e 2004 ele realizou turnê pela Alemanha com a banda local Schiller. Atualmente, Wallis é diretor musical e baterista da banda Il Divo.